# Кауната
Ка́уната (латыш. Kaunata; латг. Kaunota, нем. Kownat; польск. Kownata) — населённый пункт (крупное село) в Латвии, административный центр Каунатской волости Резекненского края. Расстояние до города Резекне составляет около 28 км. По данным на 2018 год, в населённом пункте проживало 485 человек.

## История
Каунат было одним из родовых имений немецко-польских аристократов фон Гильзенов. Каунатская община или миссия существовали здесь с 1690 года. Первоначально её окормляли иезуиты-миссионеры из Динабурга, Режица, которых приглашали фон Гильзены.
По данным Витебского губернского архива, первая церковь здесь была построена в 1697 году. Густав Мантейфель считает, что это произошло в 1715 году.
В 1743 году Мариенгаузенский староста заполучил для церкви постоянного миссионера. В 1772 году в ней работало уже два миссионера. Однако после присоединения Инфлянтии к Российской империи иезуиты закончили свою миссию в Каунате в 1777 году.
Существующую сегодня католическую церковь Св. Девы Марии построила вместо сгоревшей деревянной помещица Сусанна Друва.
В советское время населённый пункт был центром Каунатского сельсовета Резекненского района. В селе располагалась центральная усадьба совхоза «Кауната».
На северной окраине расположено воинское братское кладбище, на котором похоронен 231 воин Красной Армии, погибший в боях за освобождение Латвийской ССР от немецко-фашистских захватчиков.

## Транспорт
Каунату пересекает шоссе республиканского значения «Резекне — Эзерниеки — Дагда».

## Интересные факты
На территории Каунатской волости находится 32 озера, самое большое и популярное из которых — Разна. Большая часть волости включена в природный национальный парк.
Часть эпизодов фильма «Я здесь» происходила в окрестностях Каунаты.
В Каунате жил и работал писатель и религиозный деятель XVIII века Михаэль Рот.